# Luoyan
Luoyan (kinesiska: 落雁, 落雁乡) är en socken i Kina. Den ligger i provinsen Yunnan, i den sydvästra delen av landet, omkring 380 kilometer nordost om provinshuvudstaden Kunming. Antalet invånare är 24 830. Befolkningen består av 11 870 kvinnor och 12 960 män. Barn under 15 år utgör 27,0 %, vuxna 15-64 år 65 %, och äldre över 65 år 6,0 %.
Genomsnittlig årsnederbörd är 1 329 millimeter. Den regnigaste månaden är juli, med i genomsnitt 290 mm nederbörd, och den torraste är januari, med 17 mm nederbörd.